# Esther Schapira

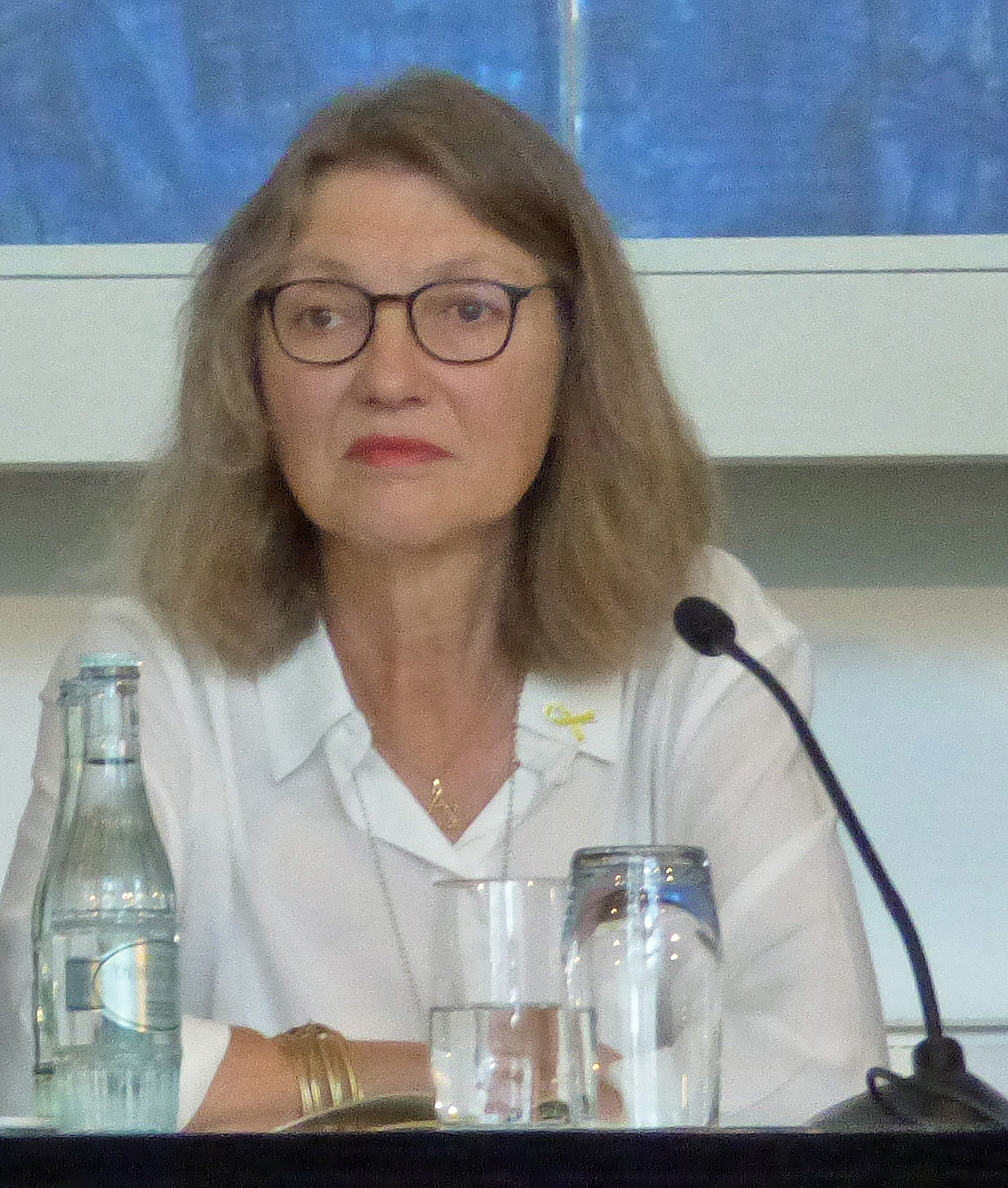
Esther Schapira (2024)

Esther Schapira (* 23. Januar 1961 in Frankfurt am Main) ist eine deutsche Journalistin und Filmemacherin.

## Leben
Schapira wuchs in Frankfurt als Tochter eines Holocaust-Überlebenden auf. Sie machte 1982 an der Frankfurter Helmholtzschule ihr Abitur und studierte anschließend Germanistik, Anglistik sowie Theater-, Film- und Fernsehwissenschaft. Schapira wurde 1995 Redakteurin für Politik und Gesellschaft beim Hessischen Rundfunk in Frankfurt und dort Ressortleiterin der Abteilung Zeitgeschichte. Schapira trat als Produzentin des vom Hessischen Rundfunk coproduzierten Dokumentarfilms „… Verzeihung, ich lebe“ von Andrzej Klamt auf, der das Schicksal jüdischer Menschen zum Thema hat. Schapira schreibt regelmäßig für die Jüdische Allgemeine.

## Auszeichnungen
- Ihre (Dokumentar-) Filme wurden unter anderem mit dem Elisabeth-Selbert-Preis (1987), dem Deutschen Kritikerpreis (1996), dem Civis-Preis (2002), dem Rias Fernsehpreis (1995) sowie zweimal mit einem ersten Preis beim „International Festival Law and Society“ in Moskau ausgezeichnet (2003 für Drei Kugeln und ein totes Kind, 2008 für Der Tag, als Theo van Gogh ermordet wurde).[2][3]
- 2007 erhielt sie – zusammen mit Georg M. Hafner, Frankfurt – die Buber-Rosenzweig-Medaille 2007.[4]
- Für den Film Der Tag, als Theo van Gogh ermordet wurde wurde sie mit Mitautor und -regisseur Kamil Taylan mit dem Prix Europa 2007 ausgezeichnet.[5]
- Im Dezember 2021 wurde Schapira, gemeinsam mit dem österreichischen Journalisten und Autoren Christian Ultsch, als erste Preisträgerin des neu geschaffenen Arik-Brauer-Publizistikpreis verkündet.[6]

## Publikationen
- Georg M. Hafner, Esther Schapira: Die Akte Alois Brunner. Warum einer der größten Naziverbrecher noch immer auf freiem Fuß ist. Campus, Frankfurt 2000, ISBN 3-593-36569-3.
- Georg M. Hafner, Esther Schapira: Das Kind, der Tod und die Medienschlacht um die Wahrheit. Der Fall Mohammed al-Durah. Edition Critic, Berlin 2014, ISBN 978-3-9814548-7-1.
- Georg M. Hafner, Esther Schapira: Israel ist an allem schuld. Warum der Judenstaat so gehasst wird. Eichborn, Köln 2015, ISBN 3-8479-0589-9.